# Démer
Le Démer (Demer en néerlandais) est une rivière de Belgique et un affluent en rive droite de la Dyle, donc un sous-affluent de l'Escaut par le Rupel.

## Géographie

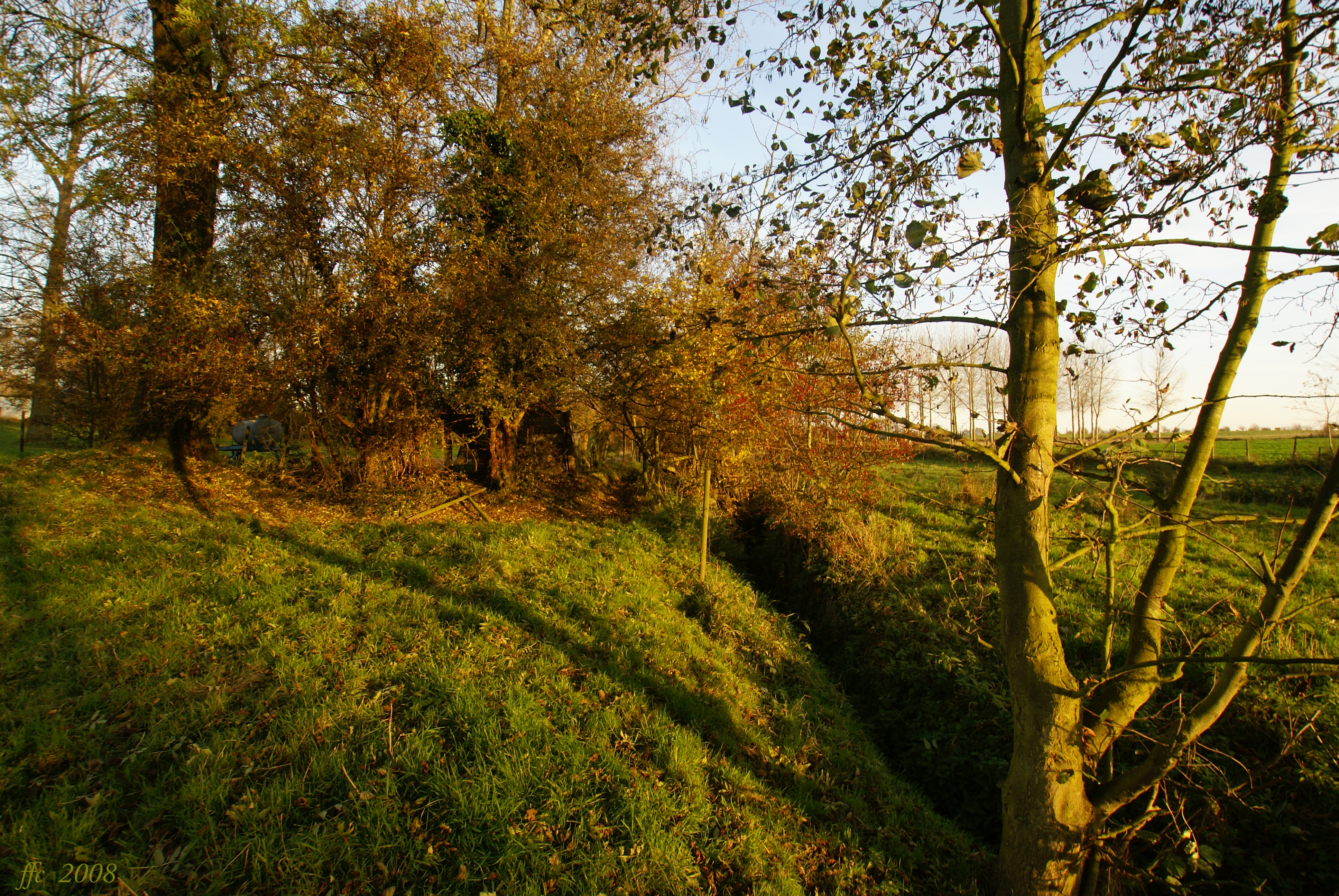
La source à Ketsingen.

Il mesure 85 km de long pour une dénivellation de 30 m.
Il prend sa source en Hesbaye à Ketsingen au nord-est de Tongres. Il traverse Bilzen, Hasselt, Diest et Aarschot. 
Il reçoit comme affluent la Gette, réunion de la Petite Gette et la Grande Gette qui confluent près de Léau (Zoutleeuw). Autres rivières se jetant dans le Démer : le Velp. 
Finalement, le Démer va se jeter à Werchter et reste toujours dans son fleuve (Demer) (au nord de Louvain) dans la Dyle qui poursuit sa course dans le Rupel, puis l'Escaut pour finalement se jeter dans la mer du Nord.

## La vallée du Démer
La vallée est une région vallonnée avec une faune et des zones boisées (peupliers à hautes valeurs écologiques). Le Démer alimente également le lac de Schulens.

## Hasselt et le Démer
Le Démer a été détourné après le XIIIe siècle car le ruisseau présent n'avait pas un débit suffisant pour protéger la population en remplissant les douves autour de la ville. 
Le Demermanneke avait comme tâche de contrôler les digues. Il était le bouffon de la jeunesse de Hasselt. Les vieux disaient aussi : « Soyez courageux, sinon vous deviendrez le Demermanneke ». Une statue à son effigie est présente près de l'entrée de la dérivation du Démer sous la ville.

### Liens externes

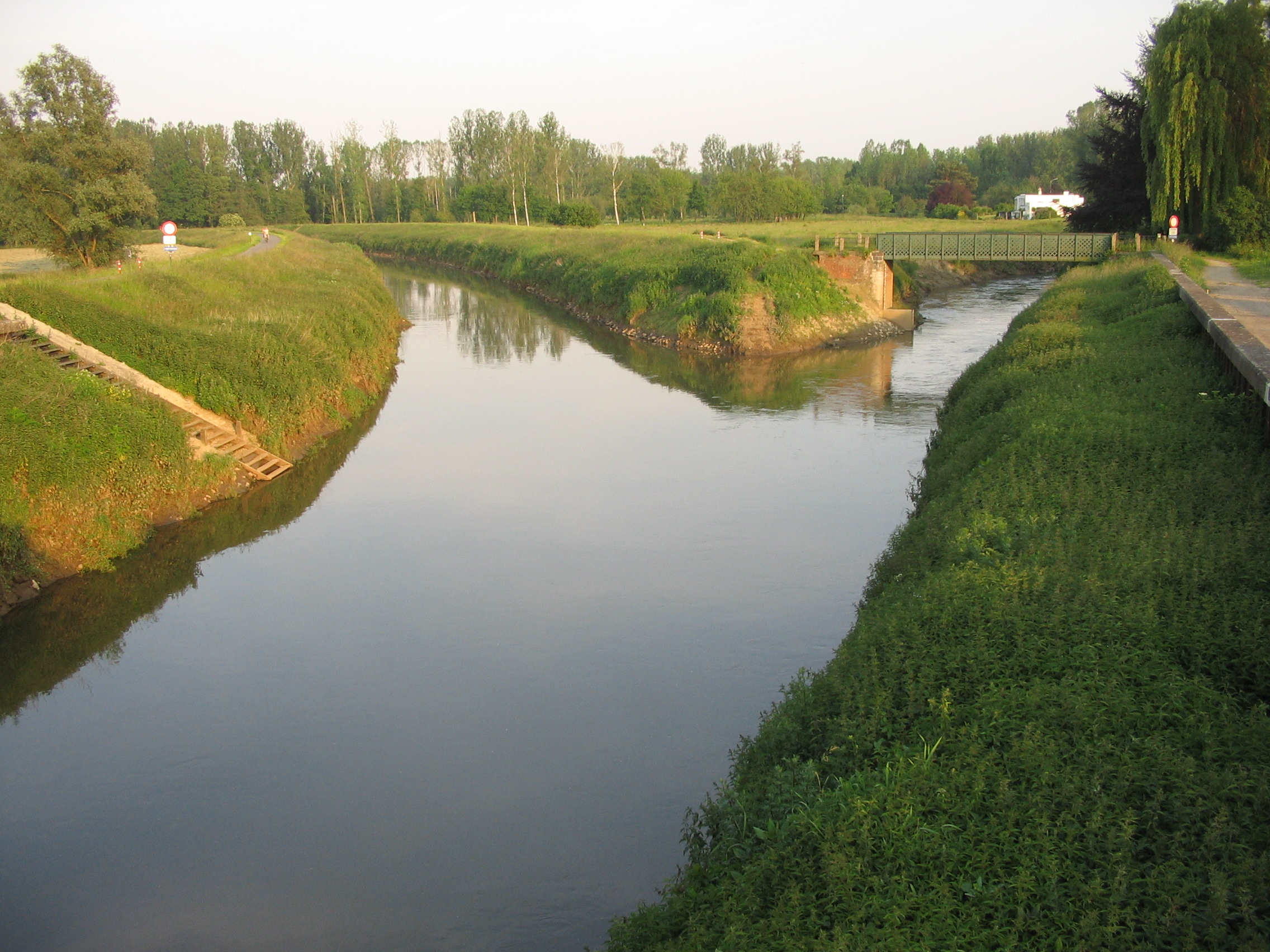
Le Démer (à gauche) se jette dans la Dyle (à droite) à Werchter.
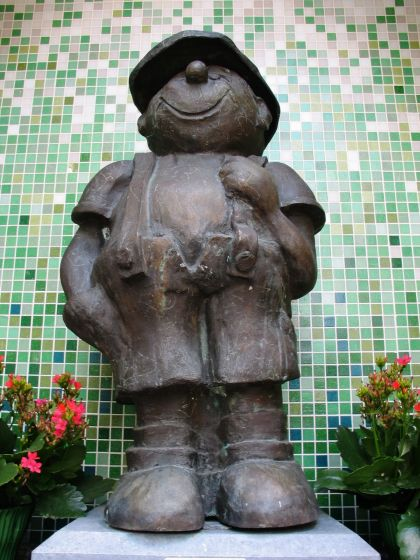
Le Demermanneke.
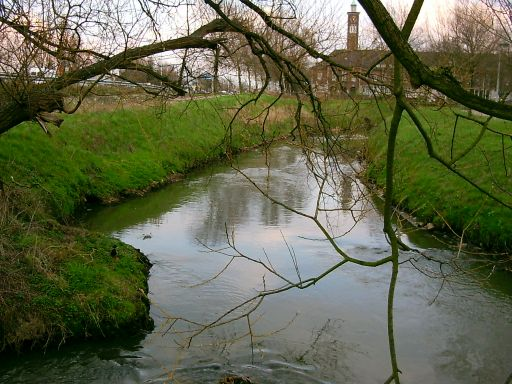
Le Démer à Hasselt.